# 加苏瓦
加苏瓦（發音：[tɕa̰zwà]），旧译迦娑婆，又譯基亞斯華。緬甸蒲甘王朝君主，他於1235年至1251年統治緬甸。他是前任國王梯罗明罗的兒子。
加苏瓦與父親一樣虔誠佛法，鮮理俗務，國事大多由王子烏茲那處理。由於稅收豁免的宗教領地逐漸增多，蒲甘王室的稅收漸少，迦娑婆時期可見因王室財政困難而無法完成佛寺建設的窘境。